# University of Liberia
University of Liberia (UL) – liberyjski uniwersytet publiczny, powołany w Monrovii przez rząd w 1851 roku, zaś otwarty w 1863, jako Liberia College. Uniwersytetem stał się w 1951 roku. Jest jedną z najstarszych instytucji edukacji wyższej w Afryce Zachodniej, zaś pieczę nad nim ma Liberyjska Komisja ds. Wyższej Edukacji (ang. Liberian Commission on Higher Education). Został zdewastowany przez wojny domowe w ciągu ostatnich trzech dekad.
University of Liberia posiada sześć college’ów (wydziałów), trzy szkoły profesji (w tym jedyne w Liberii wydziały: Prawa i Medycyny) oraz 18 000 studentów, ulokowanych na trzech różnych kampusach. UL posiada także pięć instytutów, specjalizujących się w takich dziedzinach jak język chiński, czy socjologia. Wielu absolwentów UL pełniło najwyższe role w państwie, w tym urząd prezydenta, jak Arthur Barclay.

## Historia
W 1847 roku Liberia zadeklarowała swoją niepodległość od Amerykańskiego Towarzystwa Kolonizacyjnego – w 1851 roku nowa legislatura zarządziła budowę college’u krajowego, dając podwaliny Liberia College. Finansowania podjęło się Nowojorskie Towarzystwo Kolonizacyjne oraz Powiernicy Dotacji na rzecz Edukacji w Liberii, oba o amerykańskiej proweniencji. Grupy te zapewniły prawie wszystkie fundusze na budowę oraz zajęły się kompletowaniem kadry wykładowczej.
Po ratyfikacji budowy powstał zajadły spór między reprezentantami ze stolicy oraz Clay Ashland, co do lokalizacji instytucji – ostatecznie wybrano Monrowię. Ta polityczna batalia opóźniła budowę. 25 stycznia 1858 roku położono kamień węgielny pod pierwszy budynek. zaś w styczniu roku 1862 szkoła była inaugurowana; pierwsze zajęcia rozpoczęły się rok później. Pierwszym rektorem (president) szkoły został Joseph Jenkins Roberts, którą to pozycję piastował do 1876 roku.

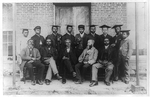
Studenci oraz kadra w latach 1890.

Pierwszy rocznik studentów składał się z siedmiu ludzi, jednakże doliczyć do nich należy 18 słuchaczy uczelnianej szkoły pomaturalnej. Poza głównym kapitałem wyłożonym przez amerykańskie towarzystwa, do tworzenia tej instytucji przyczyniły się osoby prywatne i wiele amerykańskich szkół wyższych, przesyłając fundusze, książki, a nawet cegły i drewno. W momencie otwarcia biblioteka posiadała 4000 woluminów. Jednym z powodów dla utworzenia uczelni był fakt, iż wielu młodych liberyjczyków wyjeżdżało na nauki do Wielkiej Brytanii, przez co amerykańskie władze obawiały się, że może to wpłynąć na republikański ustrój państwa.
W XIX wieku studenci pierwszego i drugiego roku urządzali coroczne bitwy-rytuały, których celem było ustalenie, czy pierwszorocznym wolno będzie nosić spodnie. Od 1866 do 1902 roku uczelnia miała 10 absolwentów, o wydłużonym okresie od momentu ukończenia do przyznania stopnia naukowego. Pod przywództwem Edwarda Wilmota Blydena, rektora w latach 1881–1884, dopuszczono do nauki kobiety, jednakże tylko na stopniu pomaturalnym. W XIX wieku kraj przeszedł kilka konfliktów klasowych i kastowych, co doprowadziło do parokrotnego zamknięcia uczelni w latach 90. Pierwszym absolwentem, który został rektorem szkoły był R. B. Richardson.

### Wiek XX
W 1942 roku Stephen Tolbert otworzył Wydział Leśnictwa, stając się jego dziekanem aż do 1960 roku. W 1948 roku szkoła liczyła sobie 70 studentów; dwa lata później liczba ta wzrosła do 100. W 1951 roku J. Max Bond Senior pomógł przemienić uczelnię w uniwersytet. W tym samym roku założony został Wydział Prawa, który ochrzczono nazwiskiem byłego najwyższego sędziego Louisa Arthura Grimesa. W 1956 uniwersytet liczył sobie już 259 studentów.

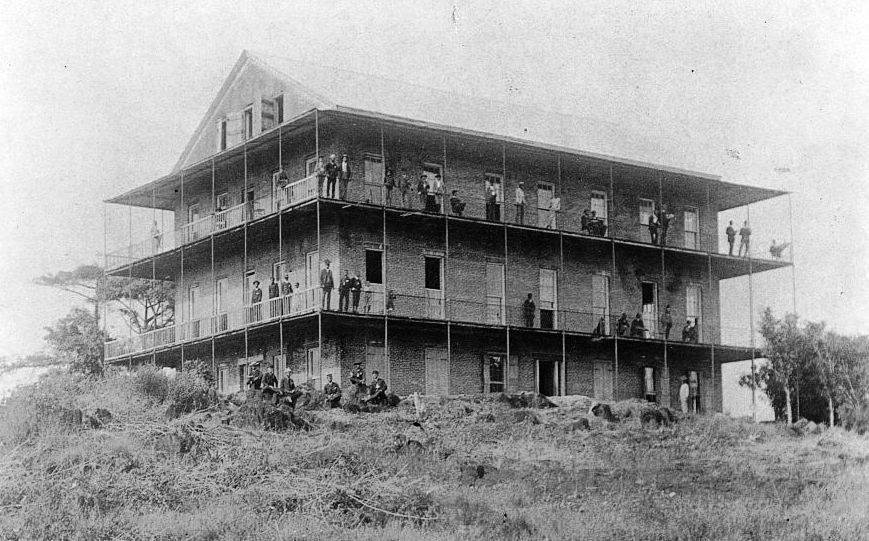
Liberia College w 1893 roku

W 1968 roku zyskał Wydział Medyczny. Z powodu zamieszek na tle politycznym był zamykany kilka razy w ciągu następnych lat, w tym w 1979, 1985 i 1990 roku. W 1984 studenci i kadra oprotestowali aresztowanie dwóch wykładowców przez liberyjski rząd. Ówczesny prezydent Samuel Doe wysłał armię, by zaatakowała szkołę 22 sierpnia 1984, czego efektem były ofiary śmiertelne, ponad stu rannych, trzymiesięczne zamknięcie szkoły oraz dewastacja i zniszczenie niektórych budynków. Uniwersytet nie przyznawał stopni naukowych w latach 1989–1996 z powodu trwającej wojny. Kiedy UL otworzył podwoje na nowo w 1997 roku, proces rekrutacji przeszło 6000 przyszłych studentów, mimo iż wielu wykładowców opuściło kraj w trakcie wojny.

### Wiek XXI

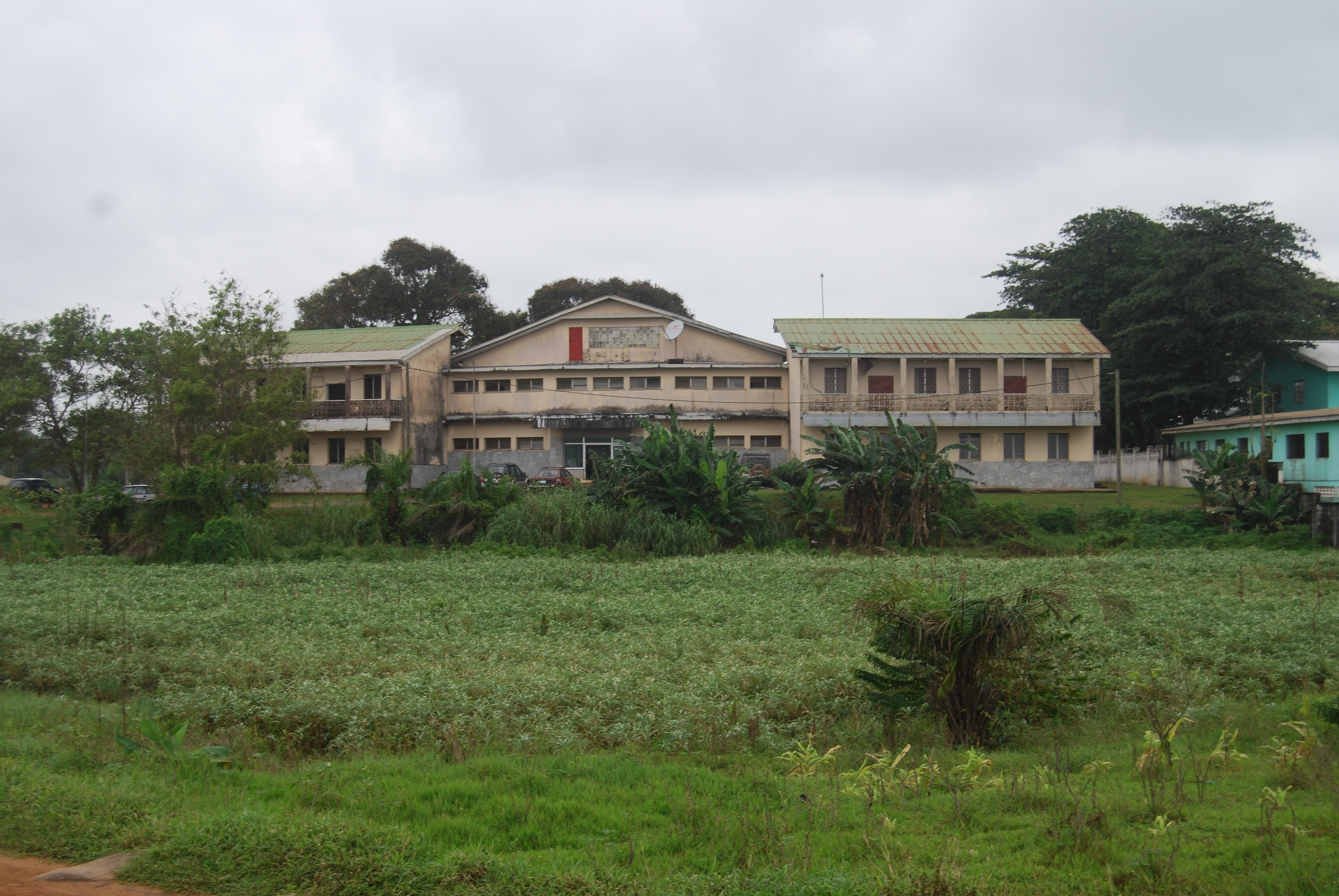
Kampus w 2009 roku

W 2007 roku American Bar Association opłaciło koszty renowacji Wydziału Prawa. W kwietniu tego samego roku, uniwersytet otworzył nowe centrum multimedialne, wyposażone w 200 komputerów, a opłacone z pieniędzy prywatnych. W czerwcu 2007 rektor zawiesił zajęcia, z powodu strajku wykładowców, wynikającego z zaległych pensji; zajęcia wznowiono w następnym miesiącu. W lutym 2008 kampus odwiedził ówczesny prezydent Stanów Zjednoczonych George Walker Bush.
Chińska Republika Ludowa wydawała 21,5 miliona dolarów na rozpoczętą w kwietniu 2008 roku rozbudowę Kampusu Fendall, która ma wzbogacić Uniwersytet o pięć nowych budynków. W marcu 2009 roku rozpoczęto budowę Międzynarodowego Centrum na rzecz Edukacji, Pokoju i Bezpieczeństwa Kobiet imienia Angie Brooks, pierwszej kobiety-prezydent Zgromadzenia Ogólnego ONZ. Tego samego miesiąca rektorem UL został Emmet Dennis, zaś proces rekrutacyjny przeszło 18 000 osób. Budynek Nauk Ścisłych Harvey S. Firestone Quadrangle, został odnowiony przez Firestone Liberia i oddany do użytku w listopadzie 2009 roku.

## Nauka
Uniwersytet Liberyjski jest najstarszą w Zachodniej Afryce instytucja przyznającą stopnie naukowe, Wykłady prowadzone są w języku angielskim, zaś rok akademicki trwa od marca do grudnia. Stopień magistra licencjata uzyskuje się po czterech latach nauki, zaś magistra po kolejnych dwóch. Doktoraty z medycyny przyznawane są po ukończeniu siedmioletniego programu.
Uniwersytet jest podzielony na sześć college’ów – Liberyjski College Nauk Społecznych i Humanistycznych (Liberia College of Social Sciences and Humanities), College Biznesu i Administracji Publicznej (College of Business and Public Administration), College Studiów Ogólnych (College of General Studies) oraz College Nauk Ścisłych i Technologii T. J. R. Faulknera (T. J. R. Faulkner College of Science and Technology). Poza tym istnieje jeszcze College Nauczycielski im. Williama Tubmana oraz College Agrykultury i Leśnictwa im. Williama Tolberta, oba noszące imiona liberyjskich prezydentów.
Szkoła Prawa im. Louisa Arthura Grimesa powstała w 1951 roku i jest jedyną szkołą prawniczą w Liberii. Szkoła medycyny została otwarta przy współpracy włoskiej fundacji A. M. Dogliotti.

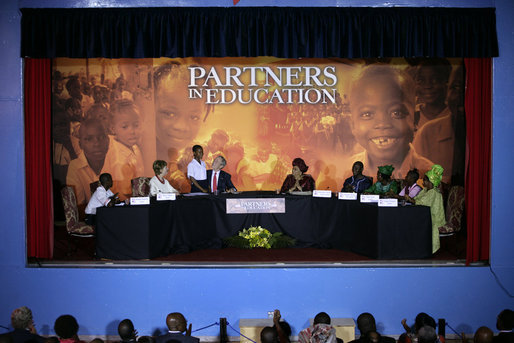
George W. Bush na Uniwersytecie w 2008

## Sławni alumni

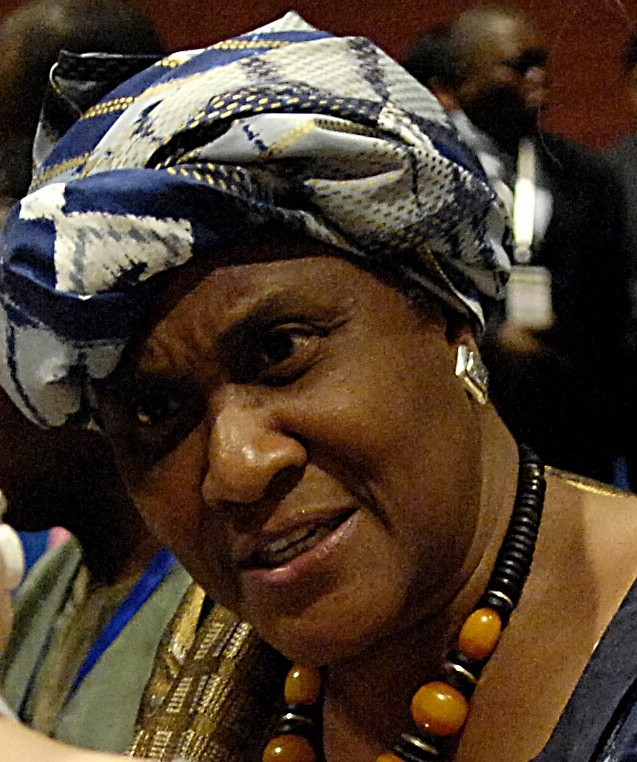
Liberyjska minister spraw zagranicznych Olubanke King-Akerele

Do alumnów UL należy wielu polityków oraz osobistości Liberii, wśród nich obecny wiceprezydent Joseph Boakai, czy byli prezydenci Arthur Barclay i Joseph James Cheeseman.

## Byli rektorzy i zarządcy
- Edward Wilmot Blyden, rektor (1881-1884)[28]
- J. Max Bond Senior, rektor (1950–1954)[27]
- Orator F. Cook, rektor
- Martin Henry Freeman, rektor
- Garretson W. Gibson, rektor (1892-1896)
- Vusumzi Make, profesor (1968–1974)
- Rocheforte Lafayette Weeks, rektor (1961–1972)
- Cletus Wotorson, profesor